# 蕹菜
蕹菜，又称空心菜、空芯菜、通菜、壅菜、甕菜、應菜、藤菜及葛菜，为一年生草本植物，茎蔓性，中空，节上能生不定根。蕹菜原產於東南亞。

## 別名
應菜，蕹菜（南方草木狀、嘉祐本草、植物名實圖考、厦门话），蕹菜（福建话、潮汕话，俗写应菜），空心菜（山东、福建、台灣、廣西、貴州、四川），通菜蓊、藤藤菜（江蘇、四川），通菜、甕菜（廣東、香港），無心菜，藤菜，竹葉菜，葛菜，草菜，蕻菜，蓊菜（因有不同區域之品種而有不同）。

## 分布
東南亞、東亞及南亞的熱帶及亞熱帶地區，生長於水田、溝渠、溪畔及沼澤地。

## 特徵

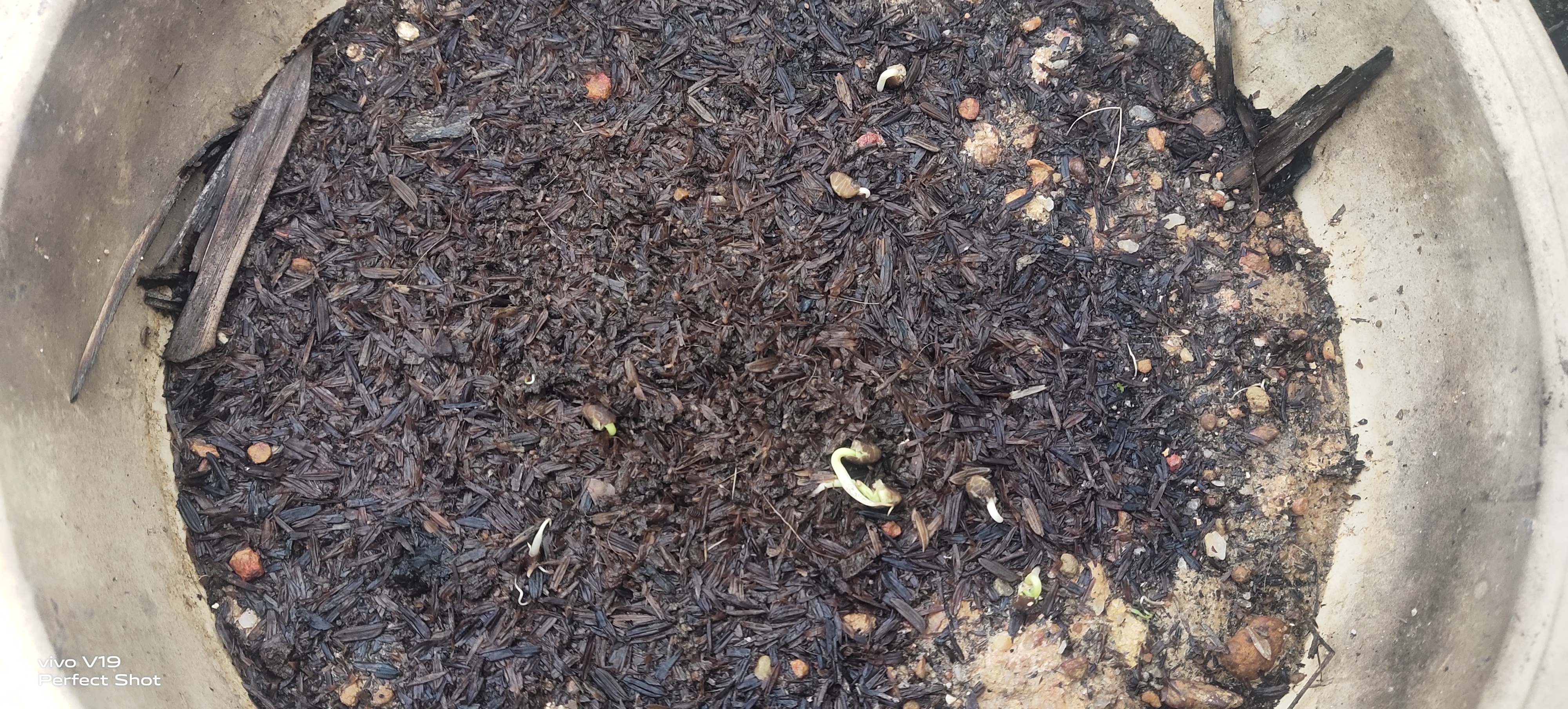
雍菜（菜苗）

其莖蔓生，長2—3（6.6—9.8英尺），中空（髓腔）。葉卵圆形或披針形，長5—15（2.0—5.9英寸），寬2—8（0.79—3.15英寸）。開白色喇叭狀花，直徑3—5（1.2—2.0英寸），可用扦插或播種的方式繁殖。
蕹菜原产東南亞，後來擴展至中国长江以南及印度南部。在水田、池沼种的称为「水蕹菜」，葉、藤管比旱地种植的大。
蕹菜的叶呈心形，叶柄很长；夏秋季开白色、粉红色或淡紫色喇叭狀花；种子淡褐或黑色；蕹菜性喜温暖湿润，生长势强，最大特点是耐涝耐炎热。在15℃—40℃条件下均能生长，耐连作。对土壤要求不严，适应性广，无论旱地水田，沟边地角都可栽植。夏季炎热高温仍能生长，但不耐寒，遇霜茎叶枯死，高温无霜地区可终年栽培。
蕹菜按照繁殖方式分为子菜和藤蕹两类。栽培方式依地势不同分为旱地栽培、水生栽培和浮生栽培（或称深水栽培）三种。
由於偏酸性土壤會對蕹菜造成生長逆境，所以在酸性土壤中蕹菜的根部空腔(即為蕹菜中心孔洞)較大，反之在鹼性土壤中的空腔較小。

## 利用

### 食用蔬菜

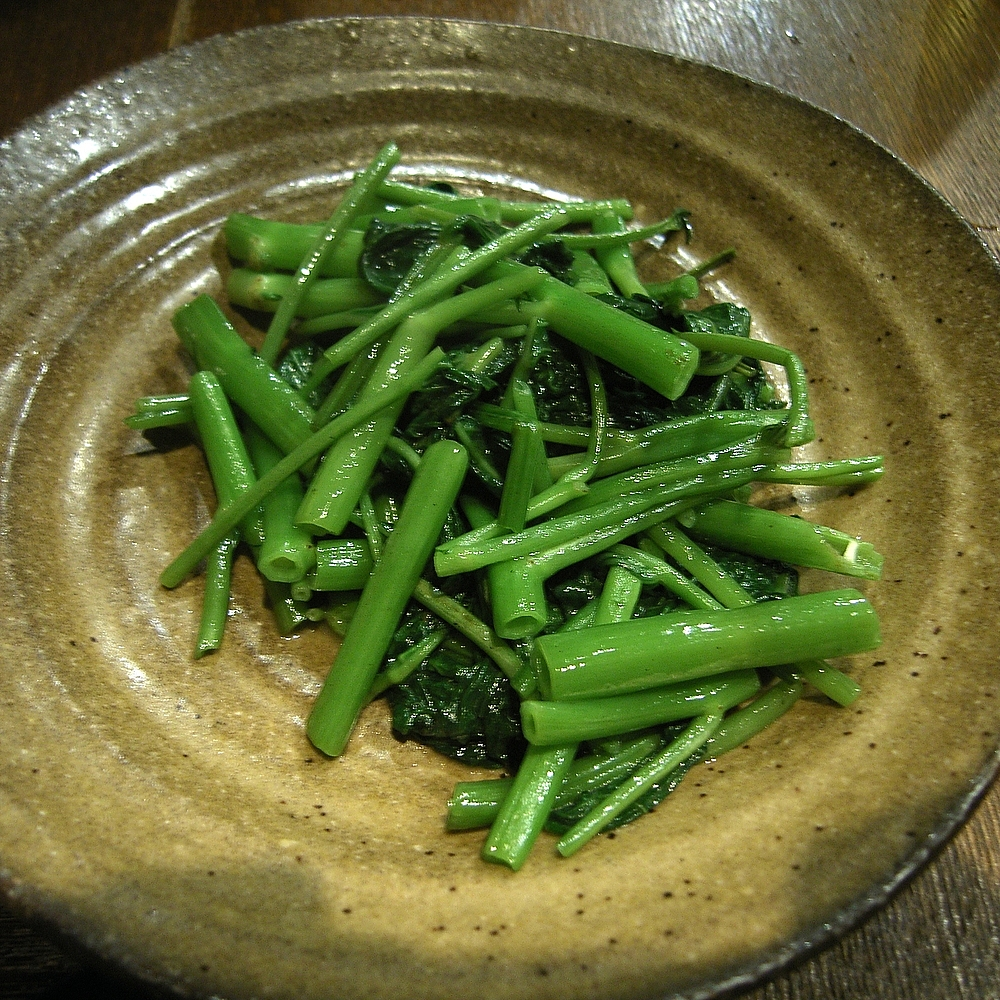
炒空心菜

空心菜含有豐富的維生素A原、B族維生素、維生素C及菸鹼酸和蛋白質、脂肪、鈣、磷、鐵以及高濃度的β-胡蘿蔔素等，其蛋白質含量比同等重量的番茄高4倍，鈣含量比番茄高12倍多；空心菜的膳食纖維含量極豐，每100克含量約2.4克，為高麗菜2倍以上，可促進腸胃蠕動，改善便秘。尤適宜糖尿病、高血壓患者。以嫩莖、綠葉來炒食或煮湯，作為夏秋高溫季節的主要菜餚之一。普通家庭或餐館炒蕹菜，常常以蒜頭或鹽和醬油進行調味，偶爾加入牛肉。常見菜色如盛行於廣東的椒絲腐乳通菜，香港的蝦醬炒通菜，以及流行於馬兩地的「馬來風光」（即辣炒通心菜）。

## 延伸阅读
[在维基数据编辑]
 《植物名實圖考·蕹菜》，出自吳其濬《植物名實圖考》

## 外部連結
- 蕹菜 Wengcai （页面存档备份，存于） 藥用植物圖像數據庫（香港浸會大學中醫藥學院）